# Delage Type D.6.75
Der Delage Type D.6.75 war ein Pkw-Modell der französischen Marke Delage. Es gibt auch die Schreibweise Delage Type D6.75. Die Bedeutung der 75 ist unklar. Für ähnlich benannte Modelle siehe Delage Type D.6.

## Beschreibung
Am 15. September 1938 erhielt das Fahrzeug mit der Nummer 51.565 stellvertretend für die gesamte Serie die Zulassung von der zuständigen nationalen Behörde. Delage bot das Modell nur 1939 an. Vorgänger waren Delage Type D.6.60 und Delage Type D.6.70. Nachfolger wurde der Delage Type D 6-3 Litres.
Ein Sechszylindermotor trieb die Fahrzeuge an. Er hatte 81 mm Bohrung und 90,5 mm Hub. Das ergab 2798 cm³ Hubraum, eine steuerliche Einstufung mit 16 Cheval fiscal und 80 PS Motorleistung.
Das Fahrgestell hatte 1460 mm Spurweite und wahlweise 3150 mm oder 3330 mm Radstand. Bekannte Karosserieaufbauten waren Limousine, Pullman-Limousine, Coupé, Cabriolet und Roadster.

## Stückzahlen und überlebende Fahrzeuge
Peter Jacobs vom Delage Register of Great Britain erstellte im Oktober 2006 eine Übersicht über Produktionszahlen und die Anzahl von Fahrzeugen, die noch existieren. Seine Angaben zu den Bauzeiten weichen in einigen Fällen von den Angaben der Buchautoren ab. Stückzahlen zu den Modellen nach der Übernahme durch Automobiles Delahaye sind unbekannt. Für dieses Modell bestätigt er die Bauzeit 1939. 32 Fahrzeuge existieren noch.

## Auktion
Ein Coach von Letourneur et Marchand aus dem Jahr 1939 erzielte am 7. Februar 2020 bei einer Auktion von Artcurial 53.640 Euro.